# Коржев Анатолій Леонідович

Корже́в Анато́лій Леоні́дович (нар. 7 жовтня 1944, м. Донецьк) — ВР України, член фракції Партії регіонів (з 11.2007), член Комітету боротьби з організованою злочинністю і корупцією (з 12.2007).
Народився 7 жовтня 1944 (м.Донецьк); дружина Алла Веніамінівна (1947) — пенсіонерка; дочки Олена (1967) і Наталя (1976).

## Освіта
1971 р. — Вища школа внутрішніх справ, спеціальність — «правознавство», кваліфікація — юрист

## Трудова діяльність
1960–1963 рр. — учень, слюсар, Донецький завод точного машинобудування
1963–1966 рр. — служба в армії
1966–1977 — служба в органах МВС СРСР
З 1979 — адвокат Донецької обласної колегії адвокатів
Народний депутат України 5-го скликання 04.2006-11.07 від Партії регіонів, № 71 в списку. На час виборів: адвокат Донецької обласної колеґії адвокатів, б/п. Заступник голови Комітету з питань боротьби з організованою злочинністю і корупцією (з 07.2006), член фракції Партії регіонів (з 05.2006).
Народний депутат України 6-го скликання з листопада 2007 від Партії регіонів, № 70 в списку. На час виборів: народний депутат України, член ПР.

## Нагороди
Заслужений юрист України (02.2010).